# Karintiai hercegek listája
Az alábbi lista a Karintiai Hercegség uralkodóit tartalmazza.
| Dinasztia                                                                                        | Uralkodó                                 | Uralkodott                            | Megjegyzés |
| ------------------------------------------------------------------------------------------------ | ---------------------------------------- | ------------------------------------- | ---------- |
| Luitpolding-ház                                                                                  | I. Henrik (*943?)                        | hcg.: 976–978, ld. alább              |            |
| Száli-ház                                                                                        | I. (Wormsi) Ottó (*948)                  | hcg.: 978–985, ld. alább              |            |
| Luitpolding-ház                                                                                  | I. Henrik (2x)                           | hcg.: 985, †989. október 5.           |            |
| Liudolf-ház                                                                                      | II. (Civakodó) Henrik (*951)             | hcg.: 989, †995. augusztus 28.        |            |
| Liudolf-ház                                                                                      | III. (Szent) Henrik (*973. május 6.)     | hcg.: 995–1002, †1024. július 13.     |            |
| Száli-ház                                                                                        | I. Ottó (2x)                             | hcg.: 1002, †1004. november 4.        |            |
| Száli-ház                                                                                        | I. (Idősebb) Konrád (*975 k.)            | hcg.: 1004, †1011. december 12.       |            |
| Eppenstein-ház                                                                                   | Adalbert (*980)                          | hcg.: 1012–1035, †1039. november 29.  |            |
| Száli-ház                                                                                        | II. (Ifjabb) Konrád (*1003)              | hcg.: 1035, †1039. július 20.         |            |
| Száli-ház                                                                                        | IV. (Fekete) Henrik (*1017. október 28.) | hcg.: 1039–1047, †1056. október 5.    |            |
| Welf-ház                                                                                         | Welf                                     | hcg.: 1047, †1055. november 13.       |            |
| Ezzonid-ház                                                                                      | III. Konrád                              | hcg.: 1056, †1061                     |            |
| Zähringen-ház                                                                                    | Bertold (*1000 k.)                       | hcg.: 1061–1077, †1078. november 6.   |            |
| Eppenstein-ház                                                                                   | Luitpold (*1050 k.)                      | hcg.: 1077, †1090. május 12.          |            |
| Eppenstein-ház                                                                                   | V. Henrik                                | hcg.: 1090, †1122                     |            |
| Sponheim-ház                                                                                     | VI. Henrik (*1065 k.)                    | hcg.: 1122, †1123. december 14.       |            |
| Sponheim-ház                                                                                     | Engelbert                                | hcg.: 1123–1134, †1141. április 12.   |            |
| Sponheim-ház                                                                                     | I. Ulrich                                | hcg.: 1134, †1144. április 7.         |            |
| Sponheim-ház                                                                                     | VII. Henrik                              | hcg.: 1144, †1161. október 12.        |            |
| Sponheim-ház                                                                                     | Hermann                                  | hcg.: 1161, †1181. október 4.         |            |
| Sponheim-ház                                                                                     | II. Ulrich (*1176?)                      | hcg.: 1181, †1201. augusztus 10.      |            |
| Sponheim-ház                                                                                     | Bernát (*1181?)                          | hcg.: 1202, †1256. január 4.          |            |
| Sponheim-ház                                                                                     | III. Ulrich (*1220 k.)                   | hcg.: 1256, †1269. október 27.        |            |
| Přemysl-ház                                                                                      | (Cseh) Ottokár (*1232 ősze)              | hcg.: 1269–1276, †1278. augusztus 26. |            |
| Habsburg-ház                                                                                     | (Német) Rudolf (*1218. május 1.)         | hcg.: 1276–1282, †1291. július 15.    |            |
| Görz-Tiroli-ház                                                                                  | Menyhért (*1238 k.)                      | hcg.: 1286, †1295. november 1.        |            |
| Görz-Tiroli-ház                                                                                  | II. Ottó (*1265 k.)                      | hcg.: 1295, †1310. május 25.          |            |
| Görz-Tiroli-ház                                                                                  | Lajos                                    | hcg.: 1295, †1305                     |            |
| Görz-Tiroli-ház                                                                                  | VIII. Henrik (*1273 k.)                  | hcg.: 1295, †1335. április 2.         |            |
| 1335 után a terület véglegesen a Habsburg-ház kezébe került, és az osztrák hercegek kormányozták |                                          |                                       |            |

## Fordítás
Ez a szócikk részben vagy egészben  a   Duchy of Carinthia című angol Wikipédia-szócikk fordításán alapul.  Az eredeti cikk szerkesztőit annak laptörténete sorolja fel. Ez a jelzés csupán a megfogalmazás eredetét és a szerzői jogokat jelzi, nem szolgál a cikkben szereplő információk forrásmegjelöléseként.